# Backdraft (film)
Pour les articles homonymes, voir Backdraft.
Série
Backdraft 2
(2019)
Pour plus de détails, voir Fiche technique et Distribution.
Backdraft ou Pompiers en alerte au Québec est un film d'action américain réalisé par Ron Howard et sorti en 1991. Avec dans les rôles principaux les acteurs Kurt Russell, William Baldwin, Robert De Niro, Scott Glenn et Donald Sutherland, le film présente une enquête sur de mystérieux cas d'incendies criminels. Le titre fait référence à une explosion de fumées.
Une suite, Backdraft 2, sort directement en vidéo en 2019. Joe Anderson y incarne Sean, le fils de Stephen McCaffrey.

## Synopsis
Stephen et Brian McCaffrey, deux frères vivant à Chicago sont les fils de Dennis McCaffrey, un capitaine de pompiers du Chicago Fire Department. En 1971, leur père meurt en héros au cours d'un incendie sous les yeux de son plus jeune fils, Brian (alors que celui-ci, pour une fois, l'accompagnait en intervention). La photographie du jeune homme tenant le casque de pompier de son père fait la couverture du magazine Life, le cliché obtenant le prix Pulitzer.
Tandis que Stephen McCaffrey suit brillamment les traces de son père en tant que soldat du feu, Brian lui abandonne l'académie des pompiers une première fois avant de se lancer dans d'autres domaines. Mais il finit par retourner vers la profession familiale et retrouve son ancien quartier de Chicago, qu'il avait quitté six ans auparavant. Alors qu'il est affecté à la 115e compagnie, son frère Stephen, dubitatif quant aux motivations de Brian, va le mettre durement à l'épreuve en le réaffectant d'office à la 17e compagnie (la caserne 17), dans laquelle il est lieutenant et le chef de la compagnie.
Brian renoue également d'anciens liens amoureux avec sa petite amie de l'époque, Jennifer. Celle-ci travaille maintenant à la mairie auprès du conseiller Marty Swayzak, celui-là même qui a fait diminuer le budget du corps des pompiers de la ville, en supprimant notamment certaines de leur compagnies. Stephen, de son côté, vit une existence tout entière consacrée à son travail — son mariage avec Helen s'étant terminé moins d'un an auparavant — et à la réfection du bateau de leur défunt père, dans lequel il habite désormais. La cohabitation professionnelle entre les deux frères, qui ont beaucoup de mal à communiquer, s'avère difficile.
En parallèle, le capitaine Donald « Shadow » Rimgale, un inspecteur du corps des pompiers, est appelé à enquêter sur des incendies criminels déclenchés à l'aide d'une substance chimique particulière, le « trychtichlorate ». Le caractère très particulier de ces incendies, issus d'explosion de fumées (ou backdrafts), que les victimes allument involontairement et qui s'éteignent d'eux-mêmes, amène Rimgale à penser à l'œuvre d'un criminel qui n'aime pas le feu, contrairement à un pyromane.
Poussé par Jennifer, le conseiller Swayzak propose à Brian de seconder Rimgale afin de surveiller l'enquête de plus près. Après avoir refusé l'offre, Brian accepte finalement après avoir constaté qu'il ne pourra jamais dépasser son frère dans le rôle du pompier héroïque, Brian étant réticent à intervenir dans une maison en feu alors que son frère Stephen, lui, n'a pas hésité une seconde à se jeter dans le brasier pour sauver un enfant.
Après avoir passé la nuit avec Jennifer sur un camion de pompier dans une caserne de la ville, Brian assiste à l'évacuation en urgence d'un de ses amis, un stagiaire dans la compagnie de Stephen, gravement brûlé après avoir été victime de l'un des incendies criminels. Le conseiller Swayzak, de plus en plus anxieux, finit par révéler à l'inspecteur Rimgale qu'il y a un lien entre les victimes. Brian demande alors l'aide de Jennifer pour définir ce lien. Peu après, lui et Rimgale découvrent que le conseiller et les trois autres victimes étaient associées dans une société qui récupérait les contrats d'aménagement des casernes, celles justement fermées par la mairie. De son côté, Stephen, très touché par la blessure de son subordonné, se sent responsable ; il renoue temporairement avec son ex-femme Helen — mais celle-ci refuse toujours de le reprendre définitivement tant qu'il sera pompier, ayant peur pour lui car elle estime qu'il prend trop de risques au cours de son travail.
Peu après, se rendant chez le conseiller Swayzak pour l'interroger, Brian et Rimgale arrivent juste à temps pour lui sauver la vie : ils interrompent un homme masqué qui avait assommé Swayzak et qui était sur le point de mettre le feu à l'endroit, ayant ouvert un tuyau de gaz et trafiqué une prise électrique pour causer une explosion. L'individu les attaque avec une lampe électrique, mais est brûlé au dos par la prise électrique et s'enfuit. La maison menaçant d'exploser, Rimgale sauve Brian et Swayzak de la maison en feu, mais est blessé sérieusement à l'épaule dans l'explosion. Sur son lit d'hôpital, il demande à Brian de rendre visite à Ronald Bartel, un pyromane que Rimgale a fait incarcérer, pour lui faire examiner des indices.
Avec l'aide de Bartel, Brian comprend que le tueur est forcément un pompier car il a peur du feu, l'utilisant pour ses crimes en faisant en sorte de contrôler ses ravages. Brian en vient à soupçonner son propre frère Stephen, dont il a vu une bouteille de décapant contenant du trychtichlorate sur le bateau de leur père. Mais Brian et Stephen finissent par comprendre qu'il s'agit du second de Stephen, le pompier John Adcox, qui a fourni le décapant à Stephen. C'est alors que la compagnie est appelée sur un incendie d'une usine de produits chimiques. Obligés de partir en intervention sans perdre de temps, la discussion entre les deux frères à ce sujet est interrompue. Adcox surprend leur conversation, mais Brian s'en aperçoit. Sur le trajet, le camion de Brian a un accident, ce qui l'empêche de rejoindre le reste de la compagnie alors que les pompiers s'introduisent dans le bâtiment industriel en feu.
Sur le toit du bâtiment en feu, une discussion intense a lieu entre Stephen McCaffrey et Adcox, rejoints ensuite par Brian. Mais brusquement, le toit du bâtiment s'effondre, et seul Brian parvient à s'échapper par l'échelle de secours. Prisonnier dans la cage d'un monte-charge, il est secouru par Stephen. Les deux frères partent ensuite à la recherche d'Adcox dans l'usine en feu, mais sont agressés par ce dernier qui blesse Brian. Stephen parvient à raisonner Adcox mais la passerelle où ils se trouvent se rompt, entrainant la mort d'Adcox ; Stephen, grièvement blessé, est récupéré par son équipe grâce à l'aide de Brian, mais meurt dans l'ambulance qui l'amène à l'hôpital.
Le film se termine sur l'enterrement du pompier John Adcox et du lieutenant Stephen McCaffrey, puis sur l'intervention — en pleine conférence de presse du conseiller Swayzak — de Brian McCaffrey et de l'inspecteur Rimgale, qui rendent publiques les malversations du conseiller. Brian repart ensuite à la caserne 17 comme pompier, prenant exemple sur son grand frère, le défunt lieutenant Stephen McCaffrey.

## Fiche technique
- Titre original et français : Backdraft
- Titre québécois : Pompiers en alerte
- Réalisation : Ron Howard
- Scénario : Gregory Widen
- Musique : Hans Zimmer
- Direction artistique : Carol Winstead Wood sous la direction Albert Brenner
- Décors : Harold Fuhrman, William B. Fosser, Gary Baugh et Garrett Lewis
- Construction : Steve Hagberg
- Costumes : Jodie Tillen et John Casey
- Maquillage : Robert N. Norin, Lance Anderson & Kathe Swanson et Dennis Liddiard pour Kurt Russell, Ilona Herman pour Robert De Niro & Peggy Pliscott pour Jennifer Jason Leigh
- Coiffures : Linda R. Rizzuto, Jerome H. Turnage & Kathe Swanson et Ilona Herman pour Robert De Niro & Peggy Pliscott pour Jennifer Jason Leigh
- Photographie : Mikael Salomon
- Ingénieur du son : Gary Rydstrom
- Société d'effets visuels : Industrial Light & Magic
- Montage : Daniel Hanley et Michael Hill
- Montage sonore : Laura Perlman pour la musique et Richard Hymns
- Sociétés de production : Imagine Film Entertainment, Trilogy Entertainment Group et Universal City Studios
- Producteurs : Brian Grazer, Todd Hallowell (en), Larry DeWaay, Raffaella De Laurentiis, Richard B. Lewis, Pen Densham, John Watson et Louisa Velis
- Société de distribution : Universal Pictures
- Budget : 75 000 000 $
- Pays de production :  États-Unis
- Langues originales : anglais et lituanien
- Format : Couleurs (Kodak et DeLuxe) - 2.35:1 - Stéréo (Dolby) - 35 mm - Matériel ARRI
- Genre : action
- Durée : 132 minutes
- Dates de sortie : 
  - États-Unis : 24 mai 1991
  - France : 25 septembre 1991
- Box-office États-Unis : 77 870 000 $

## Distribution
- Kurt Russell (VF : Philippe Vincent) : le lieutenant Stephen « Bull » McCaffrey / le capitaine Dennis McCaffrey (au début du film)
- William Baldwin (VF : Serge Faliu) : Brian McCaffrey
- Scott Glenn (VF : Mario Santini) : John « Axe » Adcox
- Jennifer Jason Leigh (VF : Stéphanie Murat) : Jennifer Vaitkus
- Rebecca De Mornay (VF : Françoise Cadol) : Helen McCaffrey
- Donald Sutherland (VF : Jean-Pierre Moulin) : le pyromane Ronald Bartel
- Robert De Niro (VF : Jacques Frantz) : le capitaine Donald « Shadow » Rimgale, inspecteur en enquêtes sur les incendies criminels
- J. T. Walsh (VF : Michel Derain) : le conseiller Martin « Marty » Swayzak
- Mark Wheeler : le lieutenant Pengelly, chef de la caserne 46
- Jason Gedrick (VF : Damien Boisseau) : Tim Krizminski
- Jack McGee : Otis Schmidt, le chauffeur du camion de pompiers de la caserne 17
- Anthony Mockus Sr. (VF : Max André) : le chef John Fitzgerald
- Cedric Young (VF : Gilbert Lévy) : Grindle
- Juan Ramirez : Ray Stantos
- Kevin Casey : Nightingale
- Clint Howard (VF : Philippe Peythieu) : Ricco, le pathologiste
- John Duda : Stephen, à 12 ans
- Ryan Todd : Brian, à 7 ans

## Production

### Genèse et développement
Le scénariste Gregory Widen, a été pompier pendant trois ans. L'intrigue s'inspire en partie de sa vie et de la mort de l'un de ses amis,.
Backdraft a nécessité un budget de plus de 100 millions de dollars, le plus gros budget jamais dépensé pour un film autour des pompiers[réf. nécessaire].

### Attribution des rôles
Kurt Russell joue deux rôles dans le film : le lieutenant Stephen McCaffrey, le personnage principal, et son père, le capitaine Dennis McCaffrey mourant au début du film. Le rôle avait été refusé avant cela par Dennis Quaid.
Val Kilmer, Tom Cruise, Matt Dillon et Johnny Depp ont décliné le rôle de Brian. Alec Baldwin refuse également mais propose son frère William. Brad Pitt avait auditionné pour le rôle alors que Robert Downey Jr. et Keanu Reeves ont quant à eux fait un bout d'essai filmé.
C'est Jennifer Jason Leigh qui a suggéré le nom de J. T. Walsh, qui a été pour elle comme un mentor, pour incarner Alderman Swayzak.
Des vrais pompiers du Chicago Fire Department participent au film, notamment dans la scène du cortège funèbre. Le personnage de Robert De Niro, Don Rimgale, réel enquêteur d'incendie criminel, apparaît aussi dans le film. Avant d'être acteur, Jack McGee faisait quant à lui partie du Fire Department of the City of New York.

### Tournage
Le tournage se déroule du  du 23 juillet au 8 décembre 1990. Il a lieu dans l'Illinois, principalement à Chicago, Hinsdale et Oak Park.
Les acteurs Kurt Russell, Kevin Casey, Scott Glenn et William Baldwin ont exécuté eux-mêmes beaucoup de cascades. Walter Scott, coordinateur des cascades sur le tournage, a été tellement impressionné qu'il a demandé qu'ils soient crédités au générique également comme cascadeurs,.

### Bande originale
Sauf indication contraire, les informations mentionnées dans cette section peuvent être confirmées par le générique de fin de l'œuvre audiovisuelle présentée ici, ainsi que par la base de données cinématographiques IMDb,  présente dans la section « Liens externes ».
- Set Me in Motion de Bruce Hornsby and the Range
- The Show Goes On de Bruce Hornsby and the Range
- I Walk Alone de Los Lobos
- A Girl Like You (en) de The Smithereens
- Sunshine of Your Love de Cream
- (Love Is Like a) Heat Wave de Martha and the Vandellas
- War d'Edwin Starr
- In The Unpromised Land de The Drovers
- The Granuille Reels de The Drovers
- Nothing for You de The Drovers
- Gotta See Your Eyes de Rhythm Tribe
- Balmoral de Emerald Society (en)

## Accueil

### Accueil critique
Backdraft rencontre un accueil critique mitigé. Sur le site agrégateur de critiques Rotten Tomatoes, le film obtient un score de 74 % d'opinions favorables, sur la base de 62 critiques collectées et une note moyenne de 6,20 sur 10 ; le consensus du site indique : « Ce n'est pas particulièrement profond, mais Backdraft est un film d'action puissant avec des effets spéciaux exceptionnels ». En revanche, sur Metacritic le film obtient une note moyenne pondérée de 38 sur 100 seulement, sur la base de 12 critiques collectées ; le commentaire du site indique : « Avis généralement défavorables ».
Dans sa critique du film, le journaliste Roger Ebert du Chicago Sun-Times indique notamment : « Ce que je regrette, c'est que toute l'expertise prodiguée à ce film n'ait pas pu être mise au service d'une histoire plus intelligente sur de vrais pompiers, de vraies conditions de travail, un vrai héroïsme, et le vrai métier et l'art de la lutte contre les incendies ». Plus défavorable, Rita Kempley du Washington Post indique pour sa part que le film est « une cogitation bruyante, impénétrable et totalement absurde sur la nature des pompiers et de "l'animal" grésillant qu'ils aiment [combattre]... Nous souhaitons juste que quelqu'un appelle le 911 pour [tromper] l’ennui ».

### Box office
Lors de son exploitation sur le continent américain, Backdraft engrange une recette de plus de 77 millions de dollars. À l’étranger, il cumule un peu plus de 74 millions supplémentaires, finissant avec une recette totale de 152 368 585 $, pour un budget de production estimé à de plus de 100 millions[réf. souhaitée].

## Distinctions
Le film a reçu trois nominations aux Oscars 1992 pour les prix du meilleur son,  du montage des effets sonores et des effets visuels, mais a perdu face à Terminator 2 : Le Jugement dernier dans toutes les catégories.

## Réalisme
Des pompiers professionnels ont noté que la plupart des « incendies de structures » (Structure fire) réels diffèrent de ce qui est montré dans le film, notamment concernant les conditions de fumée qui obscurcissent presque complètement la vision à l'intérieur d'un bâtiment.

Selon l'un de ces avis : 

« Les images de pompiers en train de [chercher dans un bâtiment en feu] dans des films comme Backdraft ne montrent pas ce que c'est que de chercher dans un incendie. Les pompiers sont montrés avançant à travers des incendies de structure pleinement impliqués sans porter l'équipement de protection complet (cagoules en Nomex, radios, dispositifs PASS (en)). La plupart des scènes montrent la lutte contre l'incendie sans l'utilisation de SCBA [self-contained breathing apparatus ; appareil respiratoire isolant en français]. Le réalisme dans notre cas ferait un très mauvais film car le fait est que, dans presque tous les incendies, les conditions de fumée obscurcissent complètement toute vision. »

Selon un autre avis : 

« Le film... arrive parfois assez près [de la réalité], mais il a également souffert des mêmes défauts trop courants que toute présentation visuelle est [déterminée à] forcément rencontrer (...) La fumée, la vapeur et d'autres facteurs divers se combinent généralement pour masquer presque tout ce qui se passe. »

De plus, certains professionnels d'enquêtes sur les incendies (Fire investigation (en)) ont rejeté la méthode d'enquête présentée dans le film comme non scientifique, en particulier la représentation du feu comme une « entité vivante ».

## Postérité

### Adaptation en attraction
Le film a donné lieu à la création d'une attractions, Backdraft, au parc Universal Studios Hollywood (1992 à 2010) ainsi qu'à Universal Studios Japan (2001 à 2020).

### Suite
En mars 2018, Universal Pictures annonce avoir engagé le réalisateur espagnol Gonzalo López-Gallego pour réaliser une suite du film, avec William Baldwin prêt à reprendre son rôle. Le film, intitulé Backdraft 2 et dans lequel Donald Sutherland reprend aussi son rôle et où apparaît l'acteur Joe Anderson, sort directement en vidéo le 14 mai 2019.